# Shopping
Shopping är ett svengelskt begrepp för att handla olika saker, främst inom detaljhandeln. Vid jultid talar man sällan om shopping utan övergår till begreppet julhandel, trots att samma slags varugrupper omfattas. Men julhandeln är i huvudsak inköp av gåvor och julens utstyrsel, medan shopping avser inköp för eget eller andras bruk. 
För vissa är shopping en stressande och ångestbetonad fritidssysselsättning, medan det för andra är avkopplande och lustfyllt.
Shoppingturism är turism med utgångspunkt att shoppa, där man reser till en destination som har brett utbud och variation av olika varor, oftast kläder och accessoarer. Några typiska shoppingstäder är New York, London, Paris och Tokyo.  
| ”                           | Shopping, "go shopping", gå omkring i butiker och rota igenom varorna (på fruntimmersmanér), alltför ofta utan att köpa någonting. | „ |
| – Nordisk familjebok (1917) | |   |